# Stawek w Dolinie Żarskiej
Stawek w Dolinie Żarskiej – niewielkie sztuczne jeziorko w środkowej części Doliny Żarskiej w słowackich Tatrach Zachodnich.
W Wielkiej encyklopedii tatrzańskiej i w przewodnikach turystycznych nie jest ono wymienione, jest jednak zaznaczane (błędnie) na bardziej szczegółowych mapach. Na mapie Tatry Zachodnie słowackie i polskie jest zaznaczone pod nazwą Żarski Stawek i położone w widłach Smreczanki płynącej dnem Doliny Żarskiej i uchodzącego do niej z Szarafiowego Żlebu Szarafiowego Potoku, na wysokości ok. 1240 m n.p.m., ok. 300 m na południe od Schroniska Żarskiego, poniżej asfaltowej drogi. Według Wielkiej encyklopedii tatrzańskiej nazwa Żarski Stawek przypisana jest do innego jeziorka, znajdującego się pod Żarską Przełęczą. Ono z kolei według cytowanej mapy nosi nazwę Stawku pod Żarską Przełęczą.
Faktycznie staw znajduje się ok. 90 metrów na zachód od schroniska i ok. 65 m na południe od zielonego szlaku na Banówkę, nieopodal Symbolicznego Cmentarza Ofiar Tatr Zachodnich. Jest to płytki i niewielki stawek, jego otoczenie jest trawiaste i porośnięte krzewami. Powstał przy budowie pierwszego Schroniska Żarskiego.